# كابي ياماغوتشي
كابّي ياماغوتشي (山口勝平 ياماغوتشي كابّي) (اسمه الحقيقي ميتسوؤو ياماغوتشي (山口光雄 ياماغوتشي ميتسوؤو)) هو مؤدي أصوات وممثل ياباني ولد في 23 مايو 1965 في مدينة فوكوكا، فوكوكا.

## أدواره في الأنمي

### مسلسلات أنمي تلفزيونية
- رانما ½ - رانما ساوتومي
- إينوياشا - إينوياشا
- إينوياشا: الجزء الأخير - إينوياشا
- ياشاهيمي: أميرة أنصاف الشياطين - إينوياشا
- هنتر x هنتر (2011) - فيتان
- ون بيس - أوسوب، رمش، مانجارو، رايجين
- ديث نوت - إل
- المحقق كونان - سينشي كودو، كايتو كيد
- ماجيك كايتو 1412 - كايتو كوروبا/كايتو كيد
- آيشيلد 21 - رايمون تارو
- المقاتل المتنقل جي جاندام - ساي سايشي
- أنا وأخي - سامي
- الرقيب كيرورو - الجندي الجديد تورورو
- يوغي GX - لايمن بانر/أمنيل
- ون أوتس - ساتوشي إيديغوتشي
- بيدابول - أخضر
- حجرة أبحاث RD - تابّو
- إنجليك لاير - ريو ميساكي
- يو يو هاكوشو - جين
- ساندز أوف ديستراكشن - رقم 28
- باندورا هارتس - القط تشيشاير
- باكانو! - تيك جيفرسون
- رؤيا إسكافلوني - شيستا
- كاوبوي بيبوب - لينت سيرونياس
- التنين الأزرق - هيثم
- جوشين إنبو - بوهان
- تو لاف-رو - لاكوسبو
- بيرسونا 4 ذي أنيميشن - دبدوب
- بيرسونا 4 ذا غولدن أنيميشن - دبدوب
- ستيتش! - كيجيمونا
- دانغانرونبا ذي أنيميشن - هيفومي يامادا
- كاراكوري كيدن هيو سنكي - فوبوكي، ماتسودايرا سادآكي
- سبيس داندي - أمين مكتبة لاغادو
- مغامرة جوجو الغريبة: ستارداست كروسيدرز - فور إيفر
- مغامرة جوجو الغريبة: الماس لا ينكسر - شيغيكيو يانغو
- البحث عن المستقبل الضائع - إيتارو كيني أوسافوني
- دورارارا!! ×2 المقدمة - ميزوكي أكاباياشي
- دورارارا!! ×2 المنتصف - ميزوكي أكاباياشي
- دورارارا!! ×2 الخاتمة - ميزوكي أكاباياشي
- معرض الفن المزيف - هاكارو سنجو
- بوكيمون - تود سناب
- شينوبي نوبوناغا - الراوي، كينوشيتا هيديوشي
- شينوبي نوبوناغا: إيسي وكانيغاساكي - الراوي، كينوشيتا هيديوشي
- شينوبي نوبوناغا: أنيغاوا وإيشياما - الراوي، كينوشيتا هيديوشي
- غيغيغي نو كيتارو (2018) - إيتّان مومين
- راديان - ماستر لورد ماجيستي
- عروس الساحر - أوبيرون
- بوبتيبيبيك - بوبوكو (الحلقة 13B الطير)
- فينلاند ساغا - جاباذا
- أساطير في قادم الزمان - ناصر
- أبطال الديجيتال الجزء الأول - جرّود

### أوفا أنمي
- طوكيو بابيلون - سوبارو سوميراغي
- تشيبي كارا ناجاي جو وورلد - كوجي كابوتو
- بطولات أرسلان - أرسلان

### أفلام أنمي
- رانما ½: معركة مخالفة القوانين - رانما ساوتومي
- رانما ½: مهمة استعادة العروس - رانما ساوتومي
- رانما ½: فريق رانما ضد الفنيق الأسطوري - رانما ساوتومي
- إينوياشا: مشاعر تتخطى الزمان - إينوياشا
- إينوياشا: قلعة الخيال في المرآة - إينوياشا
- إينوياشا: سيف الحكم المطلق - إينوياشا
- إينوياشا: جزيرة هوراي القرمزية - إينوياشا
- سلسلة أفلام المحقق كونان
  - المحقق كونان: العد التنازلي لناطحة السحاب - سينشي كودو
  - المحقق كونان: الهدف الرابع عشر - سينشي كودو
  - المحقق كونان: ساحر القرن الأخير - سينشي كودو
  - المحقق كونان: أسير في عينيها - سينشي كودو
  - المحقق كونان: عد تنازلي إلى الجنة - سينشي كودو
  - المحقق كونان: خيال شارع بيكر - سينشي كودو
  - المحقق كونان: تقاطع طرق في العاصمة القديمة - سينشي كودو
  - المحقق كونان: ساحر السماء الفضية - سينشي كودو
  - المحقق كونان: إستراتيجية ما فوق الأعماق - سينشي كودو
  - المحقق كونان: لحن وداع المتحرين - سينشي كودو
  - المحقق كونان: علم القراصنة في عرض المحيط - سينشي كودو
  - المحقق كونان: لحن كامل من الرعب - سينشي كودو
  - المحقق كونان: المطارد الأسود - سينشي كودو
  - المحقق كونان: السفينة الضائعة في السماء - سينشي كودو
  - المحقق كونان: 15 دقيقة من الصمت - سينشي كودو
  - المحقق كونان: المهاجم الحادي عشر - سينشي كودو
  - المحقق كونان: عين خفية في البحر البعيد - سينشي كودو
  - لوبين الثالث ضد المحقق كونان: الفيلم - سينشي كودو
  - المحقق كونان: قناص من بعد آخر - سينشي كودو
  - المحقق كونان: تباعات الشمس الجهنمية - سينشي كودو
  - المحقق كونان: الكابوس الأشد سوادا - سينشي كودو
  - المحقق كونان: رسالة الحب القرمزية - سينشي كودو
  - المحقق كونان: جلاد زيرو - سينشي كودو
- كيكي لخدمة التوصيل - تومبو
- ديد ليفز - ريترو
- ون بيس (2000) - أوسوب
- ون بيس: مغامرة الجزيرة الآلية - أوسوب
- ون بيس: مملكة تشوبر في جزيرة الحيوانات الغريبة - أوسوب
- ون بيس: مغامرة الطريق المسدود - أوسوب
- ون بيس: السيف المقدس الملعون - أوسوب
- ون بيس: البارون أوماتسوري والجزيرة السرية - أوسوب
- ون بيس: جندي قلعة كاراكوري الآلي - أوسوب
- ون بيس: أميرة الصحراء والقراصنة - أوسوب
- ون بيس: معجزة الساكورا في الشتاء - أوسوب
- ون بيس فيلم: سترونغ وورلد - أوسوب
- ون بيس 3D: مطاردة قبعة القش - أوسوب
- ون بيس فيلم Z - أوسوب
- ون بيس فيلم غولد - أوسوب
- ون بيس ستامبيد - أوسوب
- ون بيس ريد - أوسوب
- أورا: معركة ماريوينكوغا الأخيرة - أوسامو سوزوكي
- يوغي: روابط تتخطى الزمن - لايمن بانر
- ملفات قضايا كيندايتشي (فيلم 1996) - هاجيمي كيندايتشي
- الصبي والوحش - جيرومارو

## أدواره في ألعاب الفيديو
- بيرسونا 4 - دبدوب
- بيرسونا 4 غولدن - دبدوب
- بيرسونا 4 أرينا - دبدوب
- بيرسونا 4 أرينا ألتيماكس - دبدوب
- بيرسونا 4 دانسينغ أول نايت - دبدوب
- بيرسونا Q شادو أوف ذا لابيرينث - دبدوب
- تيلز أوف ريبرث - تيتري كرو
- ون بيس: بايريت واريورز - أوسوب
- ون بيس: بايريت واريورز 2 - أوسوب
- ون بيس: أنليميتد وورلد ريد - أوسوب
- ون بيس: بيرنينغ بلاد - أوسوب
- ون بيس: وورلد سيكر - أوسوب
- دانغانرونبا: تريغر هابي هافوك - هيفومي يامادا
- جوجوز بيزار أدفنتشر: أول ستار باتل - شيغيكيو يانغو
- جوجوز بيزار أدفنتشر: آيز أوف هيفن - شيغيكيو يانغو
- رانما ½: باتل رينيسانس - رانما ساوتومي
- المقاتل المتنقل جي جاندام (سوبر فاميكوم) - ساي سايشي
- بطولات أرسلان - أرسلان

## أدواره في الدبلجة اليابانية
- ساوث بارك - كايل بروفلوفسكي
- دراغون بول إيفولوشن - غوكو
- ترانسفورمرز أنيميتد - جيتفاير، سيفغارد, راتلتراب
- بايبي لوني تيونز - باغز
- سبيس جام - باغز باني
- لوني تونز: باك إن أكشن - باغز باني
- عرض لوني تونز - باغز باني
- باغز: إنتاج لوني تونز - باغز باني
- ماي ليتل بوني: فرندشيب إز ماجيك - سنيبس
- سلاحف النينجا (مسلسل 2012) - مايكل أنجلو
- مغامرات سونيك القنفذ - القنفذ سونيك
- مدغشقر - مورت
- مدغشقر: الهروب إلى أفريقيا - مورت
- مدغشقر 3: أكثر المطلوبين في أوربا - مورت
- ريو - بلو

## وصلات خارجية
- كابي ياماغوتشي على موقع IMDb (الإنجليزية)
- كابي ياماغوتشي على موقع ألو سيني (الفرنسية)
- كابي ياماغوتشي على موقع ميوزك برينز (الإنجليزية)
- كابي ياماغوتشي على موقع أول ميوزيك (الإنجليزية)
- كابي ياماغوتشي على موقع ديسكوغز (الإنجليزية)
- كابي ياماغوتشي على موقع قاعدة بيانات الفيلم (الإنجليزية)
- كابي ياماغوتشي على موقع ANN person (الإنجليزية)